# ماكسيم سوراييف
ماكسيم سوراييف (بالروسية: Максим Викторович Сураев )‏ (و. 1972  م) هو طيار، ورائد فضاء، وطيار مقاتل، ومدون من الاتحاد السوفيتي، وروسيا، ولد في تشيليابنسك، ويحمل رتبة عسكرية عقيد.

## مناصب
تولى منصب قائد بعثة محطة الفضاء الدولية، البعثة 41 ‏ (10 سبتمبر 2014–10 نوفمبر 2014).

## التعليم
تعلم في Russian Academy of State Service ‏ (حتى 1997)، والأكاديمية العسكرية لمهندسي القوات الجوية (حتى 1997)، وكلية كاتشا العسكرية العليا لتدريب الطيارين ‏ (حتى 1994).

## جوائز
حصل على جوائز منها:
- Pilot-Cosmonaut of the Russian Federation [الإنجليزية]‏ (2010)
- نيشان الاستحقاق الوطني في روسيا من الدرجة الرابعة
- وسام الاستحقاق في استكشاف الفضاء
- بطل الاتحاد الروسي.